# Isaquias Queiroz
Isaquias Queiroz dos Santos (Ubaitaba, 3 de janeiro de 1994) é um canoísta brasileiro, campeão olímpico nos Jogos Olímpicos de Verão de 2020, na Canoa Individual C1 1.000m, chegando aos 4:04:408 minutos. Em Nos Jogos Olímpicos de Verão de 2016, Isaquias se tornou o primeiro atleta brasileiro a conquistar três medalhas em uma única edição dos Jogos Olímpicos. Nesta oportunidade, conquistou prata na Canoa Individual (C1) 1.000m, bronze na Canoa Individual (C1) 200m e prata na Canoa de Dupla (C2) 1.000m, com Erlon de Sousa Silva.

## Carreira
Em 2010, representou o Brasil nos Jogos Olímpicos da Juventude em 2 provas: Slalom e Velocidade.
Em 2011, no Campeonato Mundial Júnior de Canoagem de Velocidade 2011, em Brandenburg, ele conquistou a medalha de prata na prova não-olímpica do C1 500m Masculino, e o ouro na prova olímpica do C1 200m Masculino. Sagrando-se, assim, o primeiro atleta brasileiro campeão mundial junior. Sofrendo com a adaptação ao Rio de Janeiro e sua nova rotina de treinamentos, poucos amigos e dinheiro escasso, acabaria não sendo incluído na equipe que disputaria os Jogos Pan-Americanos de 2011, e em retaliação voltou para sua cidade natal sem autorização, sendo suspenso pela confederação, e o período sem competições o fez não se classificar para os Jogos Olímpicos de Verão de 2012.
Em 2013, no Mundial de canoagem de velocidade, conquistou o bronze na prova olímpica dos 1.000m (a primeira medalha de um atleta brasileiro na história do Mundial). No mesmo campeonato, fez história mais uma vez, ao conquistar o ouro na prova não-olímpica "C1 Masculino 500m". Após o torneio, publicou um texto no Facebook reclamando de falta de reconhecimento da Confederação Brasileira de Canoagem, chegando a reclamar que em meio à falta de apoio financeiro, um colega do Equador havia recebido dinheiro e uma casa como prêmio pelo ouro.
Conseguiu novamente a medalha de ouro da prova de C1 500m em Moscou, no Campeonato Mundial de Canoagem de 2014 e também conquistou um bronze, na C2 200m. Liderou quase toda a prova individual dos 1000m, mas acabou perdendo o título porque mergulhou na água comemorando antes da linha de chegada, e apesar da organização chegar a dar a medalha de prata para Isaquias, o resultado seria alterado para "não completou a prova".
Conquistou duas medalhas de ouro e uma de prata nos Jogos Pan-Americanos de 2015. Foi ouro na categoria individual C1 200m  e na categoria individual C1 1000m e prata na categoria de duplas C2 1000m.
Em sua primeira participação nos Jogos Olímpicos realizados no Rio de Janeiro em 2016 o canoísta baiano conquistou a medalha de prata na modalidade C1 1000m, sendo superado apenas pelo alemão Sebastian Brendel; a medalha de bronze na modalidade C-1 200m; e a medalha de prata na modalidade C-2 1000m com sua dupla Erlon de Souza Silva, se consagrando com a torcida carioca, conquistando medalhas em todas as modalidades de que participou e se tornando o primeiro brasileiro a conquistar três medalhas em uma única edição dos Jogos Olímpicos.
Em 2019, nos Jogos Pan-Americanos em Lima, conquistou a medalha de ouro na prova do C1 1000 metros , com um tempo de 3 minutos e 48 segundos .
Em 2019, foi campeão mundial na prova do C1 1000m.
Em Tóquio 2020, depois de quase medalhar no C-2 com Jacky Godmann, substituto do lesionado Erlon Silva, conquistou seu primeiro ouro olímpico na prova Canoagem C-1 1000.
Em 2023, declarando-se exausto fisica e mentalmente após uma década de competição de alto nível, decidiu participar de menos competições. Ficou apenas em sexto no mundial de canoagem, mas acabaria conquistando a vaga para Paris 2024.
Nos Jogos Olímpicos de 2024 em Paris, Isaquias foi porta-bandeira do Brasil na cerimônia de abertura junto de Raquel Kochhann, e venceu a prata no C-1 1000. A quinta medalha o fez igualar Torben Grael e Robert Scheidt como os brasileiros com mais pódios, ficando atrás apenas de Rebeca Andrade com seis.
Isaquias Queiroz era atleta do Clube de Regatas do Flamengo quando conquistou as medalhas de ouro no C1 200m e a prata no C1 500m. Ele voltou ao clube em 2019 e como atleta do Flamengo conquistou o ouro em Tóquio 2020.

## Vida pessoal
Isaquias cresceu em Ubaitaba, cidade de 20 mil habitantes localizada numa região que no passado era habitada por índios tupiniquins.
O pai de Isaquias morreu quando ele tinha apenas dois anos, e a mãe, Dilma, cuidava dele e de outros nove irmãos e irmãs (cinco biológicos e quatro adotados). Ao trabalhar, ela às vezes deixava as crianças trancadas em casa.
Em 1997, aos três anos, sentia dor de barriga, esbarrou na cuidadora enquanto esta esquentava água para o tratar, e a água quente queimou boa parte de seu corpo. Isaquias passou um mês no hospital, com um médico chegando a pensar que o menino iria morrer. Aos cinco anos, foi sequestrado. Aos dez, enquanto escalava uma árvore para ver uma cobra morta, caiu em cima de uma pedra, teve hemorragia interna e perdeu um rim.
Em setembro de 2015, em meio à boa fase da canoagem brasileira, a equipe brasileira, liderada por Isaquias, decidiu boicotar o evento-teste das Olimpíadas realizado no Rio, em protesto contra atraso no pagamento de salários e condições de hospedagem numa instalação do Exército em que estavam na ocasião. Eles afirmaram que estavam havia oito meses sem receber do Banco Nacional de Desenvolvimento Econômico e Social (BNDES), patrocinador da canoagem brasileira. A confederação atribuiu o atraso a questões burocráticas e disse que os atletas não ficaram sem assistência no período. No mesmo mês, Isaquias sofreu um acidente na BR-101 após buscar o irmão no aeroporto em Ilhéus. Ele estava no volante, cochilou e perdeu o controle do veículo, que caiu em uma ribanceira. Isaquias, o irmão e um amigo saíram sem ferimentos. O acidente só não teve consequências mais graves porque Isaquias dirigia em baixa velocidade por causa da neblina.
É casado desde 2017 com Laina Guimarães, com quem tem dois filhos, Sebastian (n. 2018, batizado em homenagem ao rival Brendel), e Luigi (n. 2023).

## Conquistas
- 2013 — 1 ouro no Mundial de Canoagem Velocidade em Duisburg na Alemanha;[7]
- 2013 — 2 ouros no Festival Olímpico Australiano da Juventude;[7]
- 2016 — 2 pratas e 1 bronze nos Jogos Olímpicos de Verão de 2016;
- 2019 — 1 ouro nos Jogos Pan-Americanos de 2019;
- 2021 — 1 ouro nos Jogos Olímpicos de Verão de 2020.
- 2024 - 1 prata nos Jogos Olímpicos de Verão de 2024 no C 1 1000m.

## Ver Também
- Jesus Morlán - Treinador de canoagem que lapidou o talento do Isaquias Queiroz.